# Arachnothryx lojensis
Arachnothryx lojensis är en måreväxtart som beskrevs av Julian Alfred Steyermark. Arachnothryx lojensis ingår i släktet Arachnothryx och familjen måreväxter. Inga underarter finns listade i Catalogue of Life.